# Apocharips
Apocharips is een geslacht van vliesvleugelige insecten van de familie Figitidae.

## Soorten
- A. eleaphila (Silvestri, 1915)
- A. talitzkii (Belizin, 1966)
- A. trapezoidea (Hartig, 1841)